# Radu Albot
Radu Albot (ur. 11 listopada 1989 w Kiszyniowie) – mołdawski tenisista, reprezentant w Pucharze Davisa, olimpijczyk z Rio de Janeiro (2016).

## Kariera tenisowa
Jako zawodowy tenisista Albot występuje od 2006 roku.
Zwycięzca jednego singlowego i jednego deblowego turnieju o randze ATP Tour. Ponadto przegrał w grze podwójnej jeden finał.
Od 2007 roku reprezentuje Mołdawię w Pucharze Davisa. Do końca 2016 roku zagrał w 58 meczach, z których w 41 zwyciężył.
W 2016 zagrał w konkurencji gry pojedynczej na igrzyskach olimpijskich w Rio de Janeiro dochodząc do 2. rundy.
W rankingu gry pojedynczej Albot najwyżej był na 39. miejscu (5 sierpnia 2019), a w klasyfikacji gry podwójnej na 56. pozycji (29 kwietnia 2019).

### Finały w turniejach ATP Tour
| Legenda                                      |
| -------------------------------------------- |
| Wielki Szlem                                 |
| Igrzyska olimpijskie                         |
| Tennis Masters Cup / ATP Finals              |
| ATP Masters Series / ATP Tour Masters 1000   |
| ATP International Series Gold / ATP Tour 500 |
| ATP International Series / ATP Tour 250      |

#### Gra pojedyncza (1–0)
| Końcowy wynik | Nr | Data           | Turniej      | Nawierzchnia | Przeciwnik   | Wynik finału     |
| ------------- | -- | -------------- | ------------ | ------------ | ------------ | ---------------- |
| Zwycięzca     | 1. | 24 lutego 2019 | Delray Beach | Twarda       | Daniel Evans | 3:6, 6:3, 7:6(7) |

#### Gra podwójna (1–1)
| Końcowy wynik | Nr | Data                 | Turniej | Nawierzchnia  | Partner          | Przeciwnicy                     | Wynik finału   |
| ------------- | -- | -------------------- | ------- | ------------- | ---------------- | ------------------------------- | -------------- |
| Zwycięzca     | 1. | 3 maja 2015          | Stambuł | Ceglana       | Dušan Lajović    | Robert Lindstedt Jürgen Melzer  | 6:4, 7:6(2)    |
| Finalista     | 1. | 25 października 2015 | Moskwa  | Twarda (hala) | František Čermák | Andriej Rublow Dmitrij Tursunow | 6:2, 1:6, 6–10 |